# Fritz Suhren

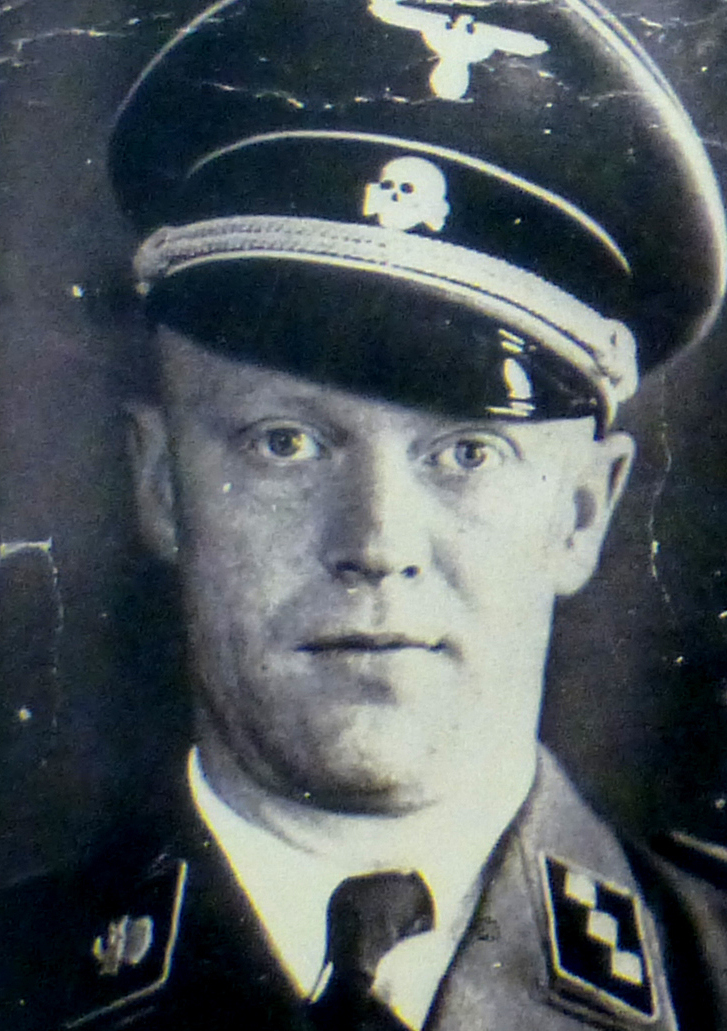
Fritz Suhren

Fritz Suhren (* 10. Juni 1908 in Varel; † 12. Juni 1950 bei Sandweier) war ein deutscher SS-Sturmbannführer und Lagerkommandant im KZ Ravensbrück.

## Ausbildung und NS-Karriere
Fritz Suhren war der Sohn eines Textilhändlers, seine Eltern betrieben einen Einzelhandel in Langendamm (Gemeinde Varel-Land, heute Stadt Varel) er besuchte die Mittelschule und begann anschließend eine Lehre zur Ausbildung als Kaufmann. Weiterhin absolvierte er auch eine Schule für Berufsbildung und zur Ausbildung als Dekorateur. Danach nahm er eine Stelle in einer Baumwollweberei in Zetel an, wo er im Lager arbeitete. In der Folge der allgemeinen wirtschaftlich schlechten Lage verlor er seine Arbeitsstelle und kehrte im Jahre 1931 zu seinen Eltern zurück, wo er im Geschäft mitarbeitete. Suhren war verheiratet und hatte mindestens drei Kinder.
Seit dem 1. Oktober 1928 gehörte er der SA an, und im Dezember 1928 trat er in die NSDAP (Mitgliedsnummer 109.561) ein. Am 29. Oktober 1931 wechselte er von der SA zur SS (SS-Nr. 14.682). Bei der 24. SS-Standarte Ostfriesland in Wilhelmshaven betätigte er sich in der Verwaltung und im Stab. Am 15. Februar 1934 wurde er von der SS hauptamtlich eingestellt. In das SS-Führerkorps wurde er schon am 18. Juni 1934 aufgenommen. Am 6. Juli 1935 erfolgte die Ernennung zum Adjutanten. Bis 1937 blieb er in dieser Position, wobei er sich auch mit Personalangelegenheiten befasste.
In den Jahren 1936 und 1937 leistete er zwei mehrwöchige Wehrübungen in der Wehrmacht ab, die er zuletzt als Offiziersanwärter der Reserve beendete. Anfang 1937 wurde er nach Hamburg versetzt, wo er erstmals ein Kommando über einen SS-Sturmbann übernahm. In den Jahren 1937 und 1938 besuchte er einen NS-Verwaltungslehrgang und die SS-Unterführerschule Dachau. In seinen Dienstbeurteilungen in diesen Jahren wurden seine mangelnden Führerqualitäten gerügt. Er wurde eher als ein Charakter eingestuft, der in der Verwaltung dienen sollte.
Nach dem „Anschluss Österreichs“ wurde er zum 1. März 1939 nach Graz zum XXXV. SS-Abschnitt als Stabsführer versetzt. In der zweiten Jahreshälfte musste sich Suhren, der unter Alkoholismus litt, zu alkoholischer Abstinenz in den folgenden zwei Jahren verpflichten. Zu Kriegsbeginn im September 1939 wurde er vom Kriegsdienst freigestellt, und im Dezember 1939 führte er fachlich den SS-Abschnitt.

## KZ Sachsenhausen
Zum 1. April 1941 wurde Suhren offiziell im KZ Sachsenhausen eingesetzt. Da sich Suhren in der Verwaltung der Konzentrationslager nicht auskannte, sollte er im begleitenden Dienst beim Ersten Schutzhaftlagerführer, Heinrich Forster, eingesetzt werden. Lagerkommandant war Hans Loritz, den Suhren von Graz her kannte und der Suhren nach Sachsenhausen geholt hatte. In Sachsenhausen traf Suhren auf den KPD-Funktionär Harry Naujoks, der dort seit November 1936 als Häftling sich in der Selbstverwaltung des Lagers betätigte und zum Lagerältesten ernannt worden war. Offensichtlich sah Suhren in Naujoks einen Häftling, der ihm im Lagerdienst nützliche Hinweise geben konnte. Nach einer günstigen Beurteilung von Loritz wurde Suhren mit dem 3. Mai 1941 als Zweiter Schutzhaftlagerführer im KZ Sachsenhausen vom Personalhauptamt der SS bestätigt.
In den ersten Tagen im KZ vertiefte sich Suhren in die schriftlichen Unterlagen und Statistiken des Lagers. SS-Oberscharführer Gustav Sorge, der zu dieser Zeit als Blockführer eingesetzt war, unterrichtete ihn über die Einrichtungen des Lagers. Zu dieser Zeit traf er auch auf Naujoks und ließ sich von ihm bestimmte Einzelheiten des Lagers zeigen. Am Beispiel herunterhängender Fensterhaken demonstrierte Suhren gegenüber Naujoks seine Härte. Jede Verfehlung gegen seine Anordnungen würde von ihm unnachsichtig mit schwersten Strafen verfolgt, äußerte sich Suhren gegenüber Naujoks.
Fritz Suhren betrieb intensiv die Anordnung, dass Häftlinge mit Ausbildung zum Facharbeiter ständig in der Rüstungsindustrie eingesetzt werden sollten. So stellte er sich gegen SS-Aktionen, die die Arbeitskraft der Häftlinge vergeudeten. Diese Häftlinge, insgesamt etwa 5.000 von 11.000, erhielten zu dieser Zeit eine zusätzliche Brotration von 200 Gramm am Tag.
Im KZ Sachsenhausen wurde auch eine Goldschmiede betrieben, wo der Schmuck und andere Wertsachen ankommender Häftlinge bearbeitet und dabei Goldstücke unterschlagen wurden. Naujoks musste ihm dabei auf Befehl helfen, solche Schiebereien aufzudecken. So gelang es Suhren, einige Häftlinge und auch SS-Männer zu stellen, die dann in dem Zellenbau in Haft genommen wurden.

### Mordaktionen
Im April 1941 wurden im Rahmen der „Aktion 14f13“ aus einer Gruppe von 300 bis 350 Gefangenen Kranke und Geschwächte ausgesondert. Die Auswahl trafen Ärzte, die für die „Aktion T4“, die nationalsozialistischen Krankenmorde, verantwortlich waren. Am 3. Juni wurden 95, am 5. Juni 89 und am 7. Juni 1941 85 Gefangene in die Tötungsanstalt Pirna-Sonnenstein transportiert, wobei der SS-Mann Hans Fliegenbauer den LKW fuhr und der Blockführer SS-Hauptscharführer Heinrich Meier die Bewachung vornahm. Hierbei konnten Loritz, Forster und Suhren die ersten Erfahrungen sammeln, wie eine Mordaktion organisiert werden konnte.
Mehrere Wochen nach dem Überfall auf die Sowjetunion trafen sich hohe SS-Offiziere im KZ Sachsenhausen: Theodor Eicke, Richard Glücks, Arthur Liebehenschel, Loritz, Forster, Suhren, SS-Untersturmführer Alfred Sorge, SS-Hauptscharführer Hermann Campe, SS-Hauptscharführer Gustav Sorge, der Lagerarzt SS-Obersturmführer Josef Hattler und ein nicht bekannter Zivilist. Über das Besprechungsthema wurde ein strenges Schweigegebot verhängt. Die Gefangenen erfuhren aber bald, dass sowjetische Kriegsgefangene ermordet werden sollten. Alfred Sorge als Bauleiter ließ in einer Baracke eine Genickschussanlage bauen. Der Zeuge und Kapo Karl Zander gab am 18. Dezember 1946 an, dass Loritz Suhren mit der Abwicklung der Tötung beauftragt hatte.
Die SS-Blockführer, die die Kriegsgefangenen erschießen sollten, wurden durch Suhren und Forster eingeteilt. Die Zeugen Paul Sakowski, Karl Zander, Martin Knittler und Walter Hofmann sagten 1946 aus, dass beim Beginn der Erschießungen Forster, Suhren und Loritz beteiligt waren. Naujoks berichtete, dass die Erschießungen am 31. August 1941 begannen, während Orth den 3. oder 4. September angibt. In den folgenden Wochen wurden nach Orth mindestens 6.500 Kriegsgefangene erschossen. Naujoks berichtete von 10.034 eingesammelten Erkennungsmarken der erschossenen Kriegsgefangenen. Es konnten aber danach immer noch weitere Erkennungsmarken gefunden werden. Naujoks gab für den Herbst 1941 eine Anzahl von etwa 13.000 erschossenen Kriegsgefangenen an. Es seien aber etwa weitere 5.000 Kriegsgefangene auf andere Weise im KZ Sachsenhausen umgekommen. Die Erschießungen wurden im November 1941 durch eine Fleckfieberepidemie unterbrochen. Nach dem Abklingen der Epidemie wurden keine Erschießungen mehr vorgenommen.

### Suhrenallee
Suhren ließ am 29. März 1942 bei neu angekommenen Gefangenen eine neue Art des Haarschneidens einführen, was die Gefangenen als Suhrenallee bezeichneten. Vorher gab es keine bestimmte Methode, die Haare radikal abzuschneiden. Suhren befahl, den Haarschnitt mit einem Streifen, der die Breite des Haarschneideapparats hatte, vom Nacken bis zur Stirn zu beginnen. Diese Art des Abschneidens wurde sooft wiederholt, bis die übrigen Haare die Länge von mindestens 20 Millimetern hatten. Dann wurden die Haare  wieder radikal abgeschnitten, wobei aber die Sache mit der Schneise immer wieder von vorn begann.
Die Haare wurden anschließend eingesammelt und zu Industriefilz verarbeitet.

### Exekutionsbefehl von Suhren an Naujoks
Am 22. Mai 1942 erhielt Naujoks von Suhren den Befehl, am 24. Mai den Berufsverbrecher Hans Tröbel öffentlich auf dem Appellplatz zu hängen, wobei sämtliche Gefangene des Lagers antreten mussten. Tröbel wurde beschuldigt, im Lager Kleidungsstücke und Nahrungsmittel gestohlen zu haben. Heinrich Himmler hatte befohlen, dass die Exekution nicht durch einen Angehörigen der SS ausgeführt werden sollte. Naujoks weigerte sich, den Befehl auszuführen. Als Lagerältester hätte er dadurch jede Anerkennung bei den Gefangenen verloren. Naujoks besprach seine Verweigerung mit Albert Buchmann, der der illegalen Lagerleitung angehörte. Buchmann stimmte seiner Verweigerung zu. Suhren befahl dann aber einem anderen Gefangenen, der eine Strafe im Zellenbau absitzen musste, die Hinrichtung durchzuführen. Naujoks erfuhr durch seine Verweigerung von Seiten Suhrens keine Sanktionen, was ihn selber sehr erstaunte.

Am gleichen Tag wurde im KZ Sachsenhausen der Gefangene Leo Sklarek, der mit seinem Bruder in der Weimarer Republik den Sklarek-Skandal herbeigeführt hatte, wegen Widerstandes gegen die Staatsgewalt erschossen. Der Totenschädel von Sklarek wurde präpariert und Suhren ließ sich den Schädel als Ausstellungsstück aushändigen. Im August 1942 teilte Suhren Naujoks mit, dass er ins KZ Ravensbrück versetzt werde.

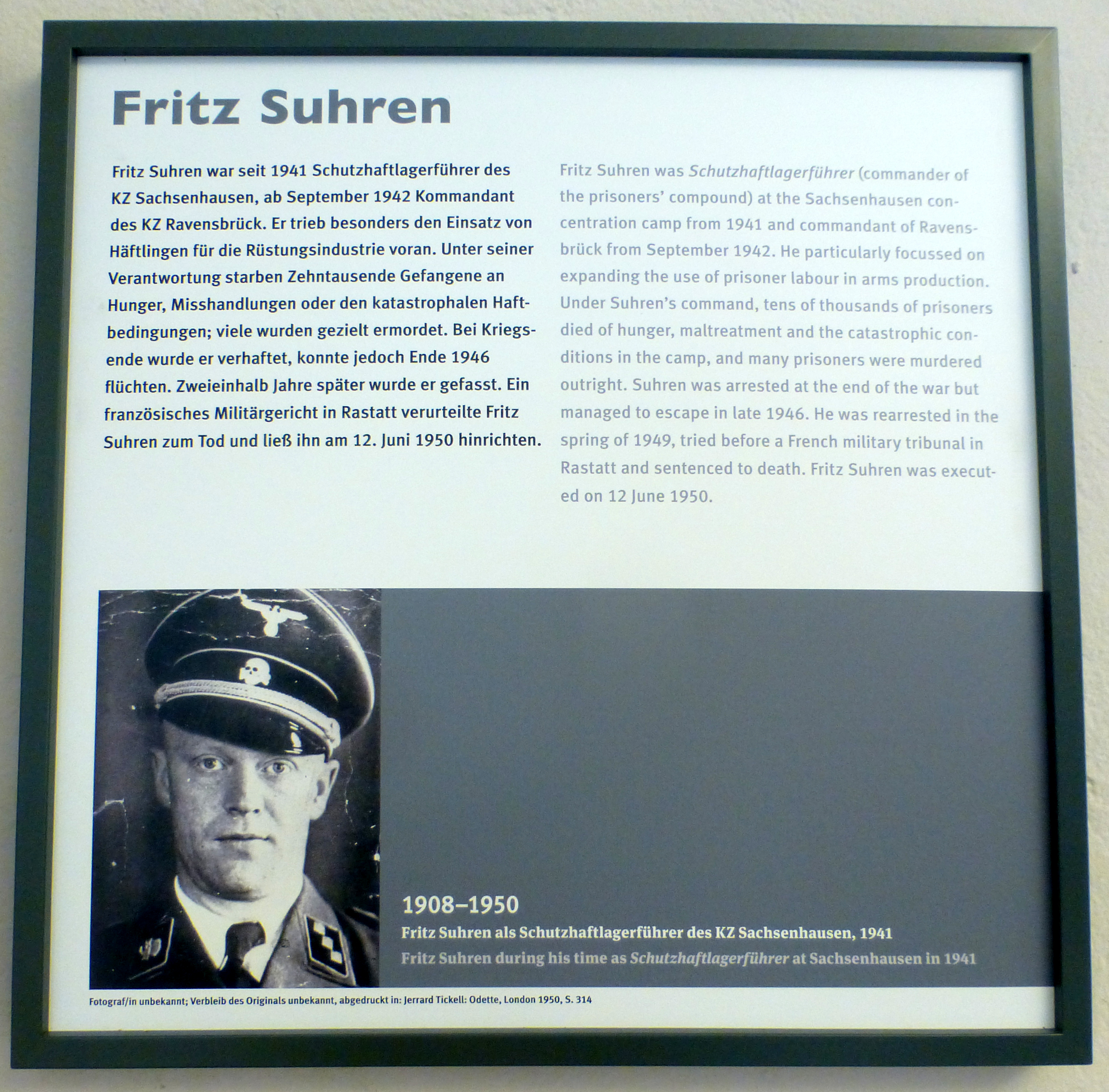
Mahn- und Gedenkstätte Ravensbrück

## KZ Ravensbrück
In seiner Personalakte wird berichtet, dass Fritz Suhren am 1. September 1942 durch Oswald Pohl zum KZ Ravensbrück in die Dienststellung eines Lagerkommandanten versetzt wurde. Suhren gab selber später verschiedene Zeitpunkte an, wann der Dienstantritt begann. Ab 1943 begann das Massensterben im KZ. Zum Zeitpunkt der Übernahme des Lagers gab es etwa 10.000 gefangene Frauen. Diese Zahl erhöhte sich auf mehr als 70.000 im Jahre 1944. Insgesamt wurden in Ravensbrück 132.000 Frauen gefangen gehalten, von denen etwa 20.000 bis 30.000 umkamen, die meisten unter dem Kommando von Suhren. Anja Lundholm berichtet in ihrem Buch Höllentor von der brutalen Vorgehensweise Suhrens. Danach war er auch für die Exekution tausender Häftlinge kurz vor Kriegsende verantwortlich.

### Menschenversuche
Seit Juli 1942 ließ der Arzt und damalige SS-Brigadeführer Karl Gebhardt im KZ Ravensbrück die Beine von polnischen Widerstandskämpferinnen mit Gasbrand infizieren oder durch schwerste Verletzungen verstümmeln. Die erste Ärztegruppe, die diese Menschenversuche für Gebhardt begleitete, wurde vom Chefarzt der Konzentrationslager, SS-Obersturmbannführer Enno Lolling, ernannt. Es waren der Arzt und SS-Hauptsturmführer Gerhard Schiedlausky und die Ärztin Herta Oberheuser. Im März 1943 ließ Suhren zwei Polinnen, die zu den Opfern der Versuche gehörten, aus dem Krankenrevier holen. Sie wurden anschließend ermordet. Inzwischen war es anderen polnischen Widerstandskämpferinnen gelungen, Berichte über diese Menschenversuche aus dem KZ zu schmuggeln und über versteckte Mitteilungen in erhaltenen Paketen die Bestätigung über diese Berichte zu erhalten. So konnte selbst der BBC im Rundfunk darüber berichten.
Gebhardt hatte inzwischen erfahren, dass Suhren seine beiden Versuchsopfer hatte töten lassen, und protestierte dagegen bei Heinrich Himmler persönlich. Dieser sicherte ihm zu, dass sich diese Vorfälle nicht wiederholen sollten. So mussten SS-Brigadeführer Richard Glücks und Suhren zu Gebhardt in dessen Klinik in den Heilanstalten Hohenlychen kommen, wo sie von Gebhardt zurechtgewiesen wurden. Inzwischen hatte Suhren im KZ von etwa 50 Polinnen als Protest gegen diese Behandlungen und Morde eine Petition erhalten. Suhren stand von allen Seiten unter Druck und wagte vorerst nicht, gegen die Demonstrantinnen vorzugehen. Er übergab zehn der Widerstandskämpferinnen dem Arzt und SS-Sturmbannführer Richard Trommer zu weiteren Menschenversuchen. Am 15. August 1943 sollten sie unter einem Vorwand zu einer Untersuchung kommen, wobei die Oberaufseherin Dorothea Binz das Kommando führte. Doch die Polinnen erfuhren kurz zuvor, was ihnen bevorstand. Kurz entschlossen flüchteten sie und verkrochen sich in der Baracke 15. Doch Binz rückte mit ihrer Aufsehertruppe und Kriminellen an und zerrte sie hervor. Wladislawa Karolewska, ihre Schwester Helena Piasecke und die anderen acht Frauen wurden wegen Befehlsverweigerung zuerst in den Bunker gesperrt.
An den nächsten Tagen begannen die Versuche, wobei sich einige standhaft wehrten und nur mit Gewalt einer Operation unterzogen werden konnten. An den Folgen dieser schwersten Eingriffe starben fünf der Frauen, die Überlebenden trugen schwere Nachwirkungen für den Rest ihres Lebens. Korolewska wurde dabei sechsmal operiert. Doch Suhren hatte seine Rachsucht damit noch nicht hinreichend befriedigt und ließ am 23. September 1943 weitere polnische Widerstandskämpferinnen aus den sogenannten Sondertransporten hinrichten, ebenso vier Versuchsopfer, an denen Versuche mit Sulfonamiden vorgenommen wurden.

### Ermordung von Widerstandskämpfern
Gegen Jahresende 1944 begann Fritz Suhren, die Widerstandskämpfer und politischen Gefangenen in einem gesonderten Block unterzubringen, der unter den KZ-Angehörigen NN-Block genannt wurde, wobei die Abkürzung für Nacht und Nebel stand. Weiterhin wurden andere Gefangene wie Kriminelle und politische Gefangene, denen Straftaten vonseiten der SS vorgeworfen wurden, im sogenannten Strafblock untergebracht. Da zu diesem Zeitpunkt das normale Exekutionspersonal schon an die Front versetzt worden war, mussten Aufseherinnen die Hinrichtungen übernehmen. Die ehemalige Aufseherin Christel Jankowsky hat bei der Staatsanwaltschaft Gera am 23. Februar 1954 ausführlich berichtet, wie die Massaker nachts abliefen.
Insgesamt waren an über siebzig Polinnen Menschenversuche vorgenommen worden. Suhren wollte auch diese ermorden lassen. Die Liste der Polinnen wurde am 4. Februar 1945 an die Aufseherinnen übergeben, um die Mordaktion zu beginnen. Doch wiederum erfuhren die Polinnen rechtzeitig, was Suhren mit ihnen beabsichtigte. Nun begann eine einmalige Aktion für die siebzig Polinnen. Als am Morgen des 5. Februar der Appell stattfand, erlosch im ganzen Lager die Beleuchtung, was durch eine Aktion von sowjetischen Soldatinnen herbeigeführt wurde, die inzwischen den technischen Bereich der Elektrizitätsversorgung im Lager übernehmen mussten.
Sofort versteckten sich die Polinnen im ganzen Lager, und einigen gelang es in den nächsten Tagen, ins Außenlager zu entkommen. Andere verkrochen sich in einem vorbereiteten Tunnel, in Säcken und auf Dachböden. Andere gingen in die Baracke mit den Typhus-Kranken, wo kein Lagerpersonal hinkam. Einige versteckten sich unter Gefangenen aus dem KZ Auschwitz. Zwei Polinnen suchten Suhren auf und teilten ihm mit, dass ein entlassener Gefangener eine Liste mit den Namen der polnischen Gefangenen der Öffentlichkeit übergeben werde, an denen medizinische Versuchen vorgenommen wurden.
In den folgenden Wochen versuchten Suhren und andere SS-Leute immer wieder, die Polinnen in eine Falle zu locken. Aber diese hatten nicht mehr die Absicht, sich in die Hände der SS zu begeben. Erst ab dem 22. April 1945 trat eine Wende ein, als mehrere Busse des Roten Kreuzes französische und belgische Frauen aus dem Lager abtransportierten. Auch deutsche, polnische und tschechische Frauen wurden entlassen. Wiederum versicherte Suhren, dass keine Exekutionen mehr vorgenommen würden. Da die Auflösungserscheinungen im KZ unübersehbar wurden, glaubten die Polinnen dieser Zusage.

## Flucht und Verhaftung
Gegen Ende April 1945 flüchteten Angehörige des SS-Wirtschafts-Verwaltungshauptamts (WVHA) in das KZ Ravensbrück. Am 27. oder 29. April verließen Suhren, SS-Oberscharführer Hans Pflaum, die Oberaufseherin Binz und sein Adjutant, der SS-Hauptsturmführer Carl Heimann, mit diesen SS-Leuten in Begleitung von polnischen Geiseln das Lager in Richtung Festung Nord, wie Teile Norddeutschlands von der SS bezeichnet wurden (vgl. Sonderbereich Mürwik). Einen Zwischenstopp machten sie offenbar im Außenlager bei Malchow. Danach versuchte Suhren offenbar, der Rattenlinie Nord weiter folgend, nach Flensburg zu gelangen. Ob ihm dies gelang, ist offenbar nicht sicher überliefert. Bei Ludwigslust soll er sich seiner Uniform entledigt haben. Später soll er sich mit falschen Papieren nach Süden gewandt haben. Am 14. Juni 1945 soll er in der Nähe von Gelsenkirchen von einer jungen Frau erkannt worden sein. Sodann soll er in das englische Internierungslager Neuengamme gebracht worden sein. Suhren flüchtete, bevor er vor Gericht gestellt werden konnte, zusammen mit Hans Pflaum aus dem Lager Neuengamme. Es ist nachgewiesen, dass Suhren sich am 17. oder 18. November 1946 in Hamburg aufhielt.
Am 20. November 1946 traf Suhren in Bayern ein. Dort ließ er sich in dem Dorf Eppenschlag unter dem Namen Herbert Pakusch nieder und arbeitete bei einer Brauerei. Im Februar und September 1948 kehrte er noch zweimal nach Hamburg zurück. Durch einen Zufall traf er im Oktober 1948 in Eppenschlag eine frühere Sekretärin aus dem KZ Ravensbrück. Als Folge dieses Treffens wurden Suhren und Pflaum am 24. März 1949 verhaftet, beim Polizeiamt Grafenau inhaftiert und nach Deggendorf gebracht. Hier versuchte er abermals zu flüchten, was aber misslang.
Suhren hatte bei seiner Flucht aus dem KZ Wertsachen von Gefangenen wie Devisen, Zahngold, Ringe und Uhren mitgenommen. Damit versuchte er zu handeln, was ihm aber zum Verhängnis wurde. Deshalb wurde er im Sommer 1949 wegen Handel mit Devisen, Urkundenfälschung, Tauschhandel und anderer Vergehen angeklagt und verurteilt.

## Verhöre und Auslieferung
In der US-amerikanischen Haft leugnete er jegliche Verbrechen im KZ Ravensbrück. Im Lager habe es eine strenge Ordnung mit Dienstvorschriften und Handlungsanweisungen gegeben. Wenn Strafen verhängt worden seien, so hätten diese eine legale Begründung gehabt. Jeder SS-Mann wäre bestraft worden, wenn er die Vorschriften übertreten hätte. Als er mit Berichten von Gefangenen konfrontiert wurde, stellte er diese als unwahre Aussagen hin. Von ihm kamen Redewendungen wie „Ich erkläre diese Aussage für ungültig“ oder „Die Aussagen sind lächerlich“. Selbst als er ehemaligen Gefangenen gegenübergestellt wurde, herrschte er sie im alten Kommandoton an, um sie einzuschüchtern und als unglaubwürdig hinzustellen.
Nach seiner Verurteilung wurde er infolge eines Auslieferungsgesuches der französischen Besatzungsmacht mit Pflaum gegen Ende Juli 1949 nach Rastatt überstellt. Das Archiv seines Prozesses wird im Zentralarchiv des französischen Außenministeriums in La Courneuve aufbewahrt (Centre des archives diplomatiques de La Courneuve, Archives de la Zone Française d'Occupation, 1945-1955, Ref. 1AJ/6338-6344).
Ein Militärgericht im Rahmen der Rastatter Prozesse verurteilte Suhren am 10. März 1950 zum Tode. Das Urteil wurde am 12. Juni 1950 in einer Kiesgrube beim heutigen Baden-Badener Stadtteil Sandweier durch Erschießen vollstreckt.

## SS-Dienstgrade (Allgemeine SS)
- 15. Oktober 1933: SS-Oberscharführer
- 1. September 1942: SS-Hauptsturmführer der Reserve
- 20. April 1939: SS-Sturmbannführer
- 20. April 1944: SS-Sturmbannführer der Reserve